# Zuzana Brabcová
Zuzana Brabcová (asszonyneve: Mirošovská; Prága, 1959. március 23. – Prága, 2015. augusztus 20.) cseh írónő.

## Élete
Prágában született, Jiří Brabec (1929–) cseh irodalomkritikus, történész és Zina Trochová lányaként. 1978-ban fejezte be a középiskolai tanulmányait. Politikai okokból nem folytathatott egyetemi tanulmányokat, ezért könyvtárosként dolgozott. Később már ezt sem engedélyezték, így 1982-től 1988-ig segédápolóként és takarítóként kórházban dolgozott. A bársonyos forradalom után (1989) a Külügyminisztérium alkalmazta, majd a Český spisovatel és a Hynek szerkesztőjévé vált. 
Regényei 1989 előtt nem jelenhettek meg Csehszlovákiában. Első regényét a Daleko od stromu című alkotását 1984-ben, majd 1991-ben Prágában tették közzé, először szamizdat kiadásban. 
1987-ben megkapta a Jiří Orten-díjat Daleko od stromu regényéért. 2013-ban a Stropy című regényéért Magnesia Litera díjat kapott próza kategóriában. Posztumusz megkapta a 2016. évi Josef Škvorecký-díjat. A könyveit lefordították német, olasz és svéd nyelvre.

## Művei
- Ovčí brána (1980)
- Daleko od stromu (1984)
- Zlodějina (1995)
- Rok perel (2000) Gyöngyök éve
- Stropy (2012)
- Voliéry (2016)

## Magyarul
- Gyöngyök éve (Ulpius-ház, Budapest, 2004, fordította: V. Detre Zsuzsa) ISBN 9637253122

## Fordítás
- Ez a szócikk részben vagy egészben  a   Zuzana Brabcová című német Wikipédia-szócikk ezen változatának fordításán alapul.  Az eredeti cikk szerkesztőit annak laptörténete sorolja fel. Ez a jelzés csupán a megfogalmazás eredetét és a szerzői jogokat jelzi, nem szolgál a cikkben szereplő információk forrásmegjelöléseként.